# Apotamkin
De Apotamkin is een monsterlijk wezen in de Noord-Amerikaanse mythologie van de Native-Americans. De gebruikelijke uitleg is dat Apotamkin gebruikt wordt om kinderen bang te maken zodat ze niet alleen op pad gaan, zonder ouderlijke begeleiding.
In 2008 werd kort aan Apotampkin gerefereerd in de film Twilight. 
Apotamkin wordt door niet-inheemse Amerikanen vaak een vampier genoemd, omdat dat in die film ook werd gedaan. In legendes van de Maliseet- en Passamaquoddy-indianen bestaat geen verband met vampiers. Volgens de mythologie is het een enorme zeeslang met giftanden die in de Passamaquoddy Bay leeft en mensen, vooral onvoorzichtige kinderen, grijpt, het water in sleept en opeet. Het beest zou lang rood haar hebben, in sommige versies was het een vrouw voordat ze in een slang veranderde.